# 遙かな海へ
『遙かな海へ』（はるかなうみへ）は、「海上自衛隊東京音楽隊（指揮：河邊一彦）」のCDアルバム。2013年11月6日にユニバーサルミュージック合同会社から発売された。

## 概要
ボーカルの三宅由佳莉（ソプラノ）を全面フィーチャーした海上自衛隊東京音楽隊初の「歌と吹奏楽」によるアルバム、『祈り〜未来への歌声』に続く三宅の歌唱曲収録盤ではあるが、ライブ録音の音源を中心にバンドが主、歌手が従のバランスで製作された企画アルバム（SHM-CD）で、”海上自衛隊東京音楽隊”の名義でリリースされた。
タイトルチューンは同音楽隊隊長の河邊によるオリジナル作品で、他にも同様のオリジナル作品が2曲収録されている。
12曲目の「祈り A Prayer for Higashi Nihon」は、アメリカ合衆国の作曲家、指揮者であるジェイムズ・バーンズによる神奈川県立逗子高等学校創立90周年委嘱作品で、東日本大震災へのレクエイムとして書かれ、2012年11月29日に同校の創立90周年記念演奏会で初演された。本アルバムには東京音楽隊が2013年6月に行った東北ツアーでのライヴ演奏が収められている。

## 収録内容
1. イージス～海上自衛隊ラッパ譜によるコラージュ[映像 1]
  - 作曲：河邊一彦
  - 2011年2月、東京オペラシティコンサートホール
2. 翼をください
  - 作詞：山上路夫、作曲：村井邦彦、編曲：宮川彬良
  - 2013年5月、東京 海上自衛隊東京音楽隊 奏楽堂
3. スペイン
  - 作曲：Chick Corea、編曲：山木幸三郎
  - 2013年9月、東京 すみだトリフォニーホール
4. 《宇宙戦艦ヤマト》より 無限に広がる大宇宙
  - 作曲：宮川泰、編曲：樽屋雅徳
  - 2013年10月、東京 海上自衛隊東京音楽隊 奏楽堂
5. 《宇宙戦艦ヤマト》より 宇宙戦艦ヤマト
  - 作詞：阿久悠、作曲：宮川泰、編曲：川上良司
  - 2013年10月、東京 海上自衛隊東京音楽隊 奏楽堂
6. 朧月夜～祈り
  - 「朧月夜」作詞：高野辰之、作曲：岡野貞一、編曲：葉加瀬太郎／「祈り」作詞：中島美嘉、作曲：葉加瀬太郎
  - 2013年10月、東京 海上自衛隊東京音楽隊 奏楽堂
7. 《嵯峨野～ソプラノと吹奏楽のために～》より〈川のほとり〉[映像 2]
  - 作詞・作曲：河邊一彦
  - 2013年10月、東京 海上自衛隊東京音楽隊 奏楽堂
8. 東京オリンピックマーチ
  - 作曲：古関裕而
  - 2011年10月、東京 すみだトリフォニーホール
9. タラのテーマ（映画『風と共に去りぬ』より）
  - 作曲：Max Steiner、編曲：中村啓二郎
  - 2011年12月、東京 サントリーホール
10. 映画『海の上のピアニスト』より
  - 作曲：Ennio Morricone、編曲：長生淳
  - 2012年9月、東京 すみだトリフォニーホール
11. ドレミの歌（映画『サウンド・オブ・ミュージック』より
  - 作詞：Oscar Hammerstein II、作曲：Richard Rodgers、日本語詞：ペギー葉山、編曲：星出尚志、田中英暢
  - 2010年5月、鹿児島市民文化ホール
12. 祈り A Prayer for Higashi Nihon
  - 作曲：James Barnes
  - 2013年6月、いわき芸術文化交流館アリオス
13. 遙かな海へ ～Beyond the Sea, far and away～[映像 3]
  - 作曲：河邊一彦
  - 2012年2月、東京オペラシティコンサートホール
14. 行進曲《軍艦》
  - 作曲：瀬戸口藤吉
  - 2013年10月、東京 海上自衛隊東京音楽隊 奏楽堂

※1,3,8 - 13 = ライブ録音
<クレジット>
- 指揮者
  - 河邊一彦（東京音楽隊長2等海佐 ）
- 演奏者
  - Sop：三宅由佳莉（3等海曹 ）［2,4 - 7,11］
  - Vo： 川上良司（1等海曹）[注 2]［5］（Chor ：三宅由佳莉）
  - Cb.： 岩田有可里（3等海曹）［6］
  - Hp.：荒木美佳（海士長 ）［6］
  - Pf. ： 太田紗和子（2等海曹）[注 3]［10］
- 楽団
  - 海上自衛隊東京音楽隊

[出典]